# کریسی وایت
کریسی وایت (انگلیسی: Chrissie White؛ ۲۵ مهٔ ۱۸۹۵ – ۱۸ اوت ۱۹۸۹) یک هنرپیشه اهل بریتانیا بود. وی بین سال‌های ۱۹۰۸ تا ۱۹۳۳ میلادی فعالیت می‌کرد.
از فیلم‌ها یا برنامه‌های تلویزیونی که وی در آن نقش داشته است می‌توان به بارنابی روج اشاره کرد.